# Camisole de force
Pour les articles homonymes, voir Camisole de force (homonymie).

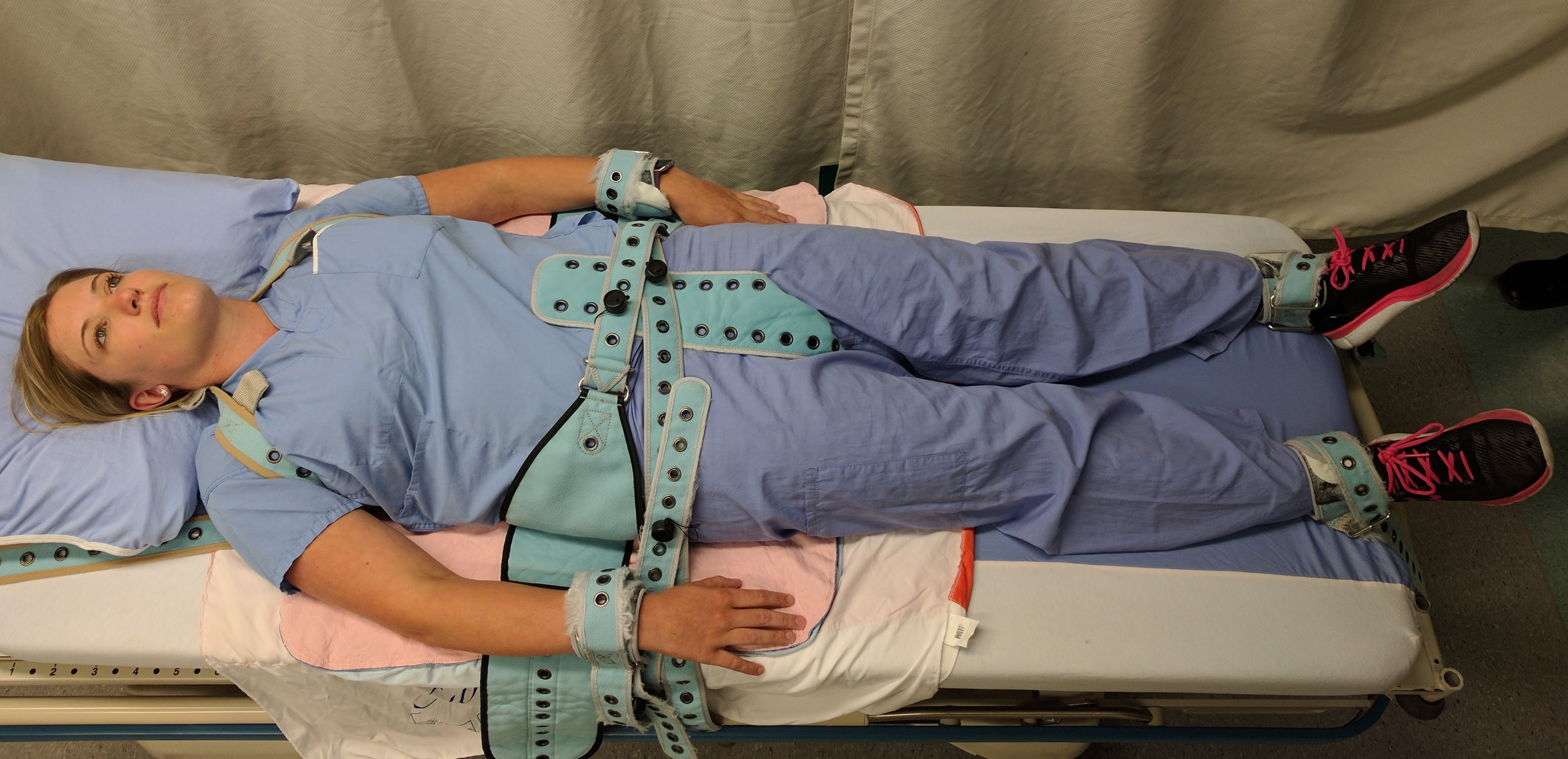
Présentation pédagogique d'un dispositif de contention horizontale.

Une camisole de force est une veste en toile très forte destinée à empêcher une personne de se servir de ses bras. Ceux-ci sont passés dans des manches fermées qui sont croisées par-devant et attachées dans le dos. Une lanière (pas toujours présente) immobilise encore plus les bras par le devant. Une autre lanière à l'entrejambe empêche la camisole d'être simplement glissée par le haut. D'autres modèles, n'avaient pas de manches, les bras étant directement placés sous le tissu (ils ont été jugés encore moins confortables).

## Psychiatrie
La camisole de force est un instrument de contention autrefois très utilisée dans les hôpitaux psychiatriques, elle est l'un des symboles de la folie depuis le 19e siècle. Par extension, elle a aussi été utilisée dans les prisons, voire les camps de prisonniers politiques, ou des orphelinats. Elle aurait été inventée, non pas comme on le lit parfois par Guilleret, tapissier de l'hôpital de Bicêtre, mais vers 1772 par un médecin irlandais nommé David MacBride (1726-1778).
Aujourd'hui, elle est le plus souvent été remplacée par l'usage des neuroleptiques dans les hôpitaux publics, mais elle n'a pas totalement disparu. En outre, la contention sur un lit ou un siège est parfois utilisée en remplacement.
Les neuroleptique sont parfois appelés péjorativement (et de par leurs effets sédatifs) camisoles chimiques ; ces médicaments, contrairement à leur réputation populaire ont un effet direct sur la maladie psychiatrique en particulier psychotique, et, quand rien d'autre n'est possible, ils permettent un accès à la parole et au dialogue.

## Dans la culture populaire
La camisole de force est un symbole établi de la maladie mentale, de l'internement psychiatrique et de la contrainte physique (certains tours de prestidigitation consistent à s'évader d'une camisole de force. C'en est l'objet d'un concours annuel). Elle est utilisée comme telle dans les fictions, alors que cet usage est réservé aux patients jugés les plus dangereux pour les autres ou pour eux-mêmes. On emploie parfois l'expression « camisole de force » en tant que métaphore de quelque chose qui restreint excessivement. Dans le livre Le Vagabond des étoiles du romancier Jack London, le personnage principal subit la torture de la camisole de force.
Son iconographie est retrouvée :
- au cinéma pour dépeindre l'enfermement de personnages. Des films tels que The Jacket ou Shock Corridorde Samuel Fuller (1963) illustrent son usage dans des contextes asilaires, tandis que Vol au-dessus d'un nid de coucou (1975) de Miloš Forman la présente comme un instrument de soumission. Des œuvres relevant du thriller ou de l'horreur, comme Halloween (1978), l'utilisent pour mettre en exergue des figures jugées dangereuses ou incontrôlables ; dans le film L'Arme fatale 2 de Richard Donner, Mel Gibson se déboîte l'épaule pour sortir d'une camisole de force et gagner son pari ; dans le film L'Emmerdeur d'Édouard Molinaro, Lino Ventura est enfermé dans une pièce matelassée, bâillonné et affublé d'une camisole de force par Jean-Pierre Darras ; dans le film Qui veut la peau de Roger Rabbit, la fouine Psycho, de la Patrouille Toon, porte une camisole de force, mais ses bras ne sont pas attachés ; dans le drama Mr. Brain (en), Takegami Teijiro porte une camisole de force et de même pour le patient 42 dans la web-série Bienvenue chez les fous ; dans le film Dark Shadows, le chanteur Alice Cooper porte une camisole de force sur scène lors de la fête organisée par Carolyn Stoddard et Barnabas Collins. Dans le même film, le personnage de Victoria Winters jeune, interprété par Alexia Osborne apparaît enfermé dans une cellule capitonnée sanglé dans une camisole de force.  Dans l'anime Air Gear, Agito/Akito porte une camisole de force orange ;
- dans la bande dessinée, la camisole est un motif fréquemment associé à la folie : Hergé la met en scène dans Les Cigares du Pharaon (1934), où Tintin en est prisonnier, soulignant une accusation de folie. Le personnage du Joker dans l'univers de Batman est parfois représenté dans une camisole de force, lors de ses internements à l'asile d'Arkham, illustrant sa folie imprévisible ;
- dans les jeux vidéo, elle est aussi évocatrice de la folie ou au chaos, avec par exemple Zant dans The Legend of Zelda: Twilight Princess (2006) en est un exemple par son apparence et son comportement. Dans Outlast (2013), la camisole est un élément central de l'environnement d'un asile, renforçant le thème de l'enfermement. Des personnages de jeux comme League of Legends, tel que Jinx, peuvent présenter des designs ou des skins qui s'inspirent de cet attribut pour symboliser le désordre ou la déraison. Dans le jeu vidéo Outlast, plusieurs patients portent une camisole de force constituée de lanières de cuir ; dans le jeu vidéo Crash Bandicoot, Ripper Roo porte une camisole de force ;
- les adeptes du BDSM et en particulier du bondage se servent parfois de camisoles de force ou s'en inspirent. Pour ce fantasmes, il existe des camisoles faites de cuir, tissu, néoprène ou latex, vendues par des fabricants de jouets sexuels, sur internet ou en boutique physique ;
- dans le monde de la musique, Dero, chanteur du groupe de Tanzmetal allemand Oomph porte une camisole de force blanche dans ses concerts ; Renee Phoenix, chanteuse du groupe Fit for Rivals, porte une camisole de force pour le vidéo clip Damage ; dans le clip de la chanson Cool de Christophe Willem, le chanteur est à un moment vêtu d'une camisole de force ; dans le clip de la chanson Stupify de Disturbed, David Draiman, le chanteur, porte une camisole de force vers la moitié de la vidéo ; dans le clip de la chanson Asylum de Disturbed, durant la vidéo le personnage porte une camisole de force ; dans le clip de la chanson Sweet but Psycho d'Ava Max, la chanteuse porte une camisole de force durant une scène ; pour la chanson Ballad Of Dwight Fry d'Alice Cooper, le chanteur (Alice Cooper) porte une camisole de force. Eminem dans le clip The Real Slim Shady, le chanteur y porte une camisole. Dans le clip The Devil In I de Slipknot, des patients tétraplégiques sont habillés de camisoles de force ; dans le clip Nightmare du groupe Avenged Sevenfold, un homme portant une camisole de force se trouve dans un hôpital le long d'un couloir. Sur la pochette de l'album Piece of Mind du groupe Iron Maiden, la mascotte Eddie porte une camisole de force dans une chambre capitonnée.